# أمنتوم
شركة أمنتوم القابضة. (المعروفة سابقًا باسم شركة أمنتوم للخدمات الحكومية القابضة أل أل سي ) هي شركة مقاولات خدمات حكومية وتجارية أمريكية مقرها في شانتيلي بولاية فيرجينيا .   تأسست الشركة في عام 2020 من شركة فرعية تابعة لمجموعة خدمات الإدارة / المجموعة الفيدرالية التابعة لشركة إيكوم .  بعد ليدوس ، فهي ثاني أكبر شركة مقاولات للخدمات الحكومية (غير منتجة للمعدات) في سوق التعاقدات الحكومية الأمريكية. 

## أنظر أيضاً
- أفضل 100 مقاول في الحكومة الفيدرالية الأمريكية

## روابط خارجية
* الموقع الرسمي